# David Brown
David McDowell Brown (16. dubna 1956, Arlington, Virginie, USA – 1. února 2003 nad Texasem) byl americký vojenský lékař a astronaut, který zahynul roku 2003 na palubě raketoplánu Columbia.

## Životopis
Střední školu ukončil roku 1974 v rodném městě Arlingtonu. Pak studoval biologii na College of William and Mary, zakončil úspěšně roku 1978 a poté pokračoval ve studiích medicíny na Eastern Virginia Medical School – Lékařské škole východní Virginie, kde získal roku 1982 doktorát. Na Lékařské univerzitě Jižní Karolíny pak získával praxi. V roce 1984 vstoupil do armády k námořnictvu, kde absolvoval v roce 1988 pilotní výcvik, po němž se stal stíhačem. Absolvoval Námořní školu zkušebních pilotů U.S.Naval Test Pilot School v Patuxent River v roce 1995 a přihlásil se do NASA. Podrobil se astronautickému výcviku v Houstonu v letech 1996–1998 a pak v týmu zůstal.

## Lety do vesmíru
Do vesmíru letěl jen jednou ve funkci letového specialisty. Raketoplán Columbia odstartoval z mysu Canaveral v půli ledna 2003 bez problémů. Na palubě bylo sedm kosmonautů: Richard Husband, Michael Anderson, Kalpana Chawlaová, David Brown, Laurel Clarková, Ilan Ramon z Izraele a William McCool. Během letu provedli 80 různých experimentů. Úspěch mise se však proměnil v katastrofu, když se nad Texasem během přistávacího manévru v atmosféře raketoplán rozpadl a celá posádka zahynula.
- STS-107 Columbia (start 16. ledna 2003, přistával 1. února 2003)

David Brown zemřel ve věku 46 roků, svobodný, je registrován jako 428. člověk ve vesmíru, kde strávil 15 dní.

## Ocenění, pocty
- byla po něm pojmenována planetka (51825) Davidbrown
- byl po něm pojmenován jeden z vrcholů pohoří Columbia Hills na Marsu – Brown Hill